# Callilepis nocturna
Espèce
Synonymes
- Aranea nocturna Linnaeus, 1758
- Drassus gnaphosus Walckenaer, 1805
- Filistata maculata Wider, 1834
- Pythonissa holobera C. L. Koch, 1839
- Poecilochroa ochridana Drensky, 1929

Callilepis nocturna est une espèce d'araignées aranéomorphes de la famille des Gnaphosidae.

## Distribution
Cette espèce se rencontre en écozone paléarctique, de l'Europe au Japon.

## Description

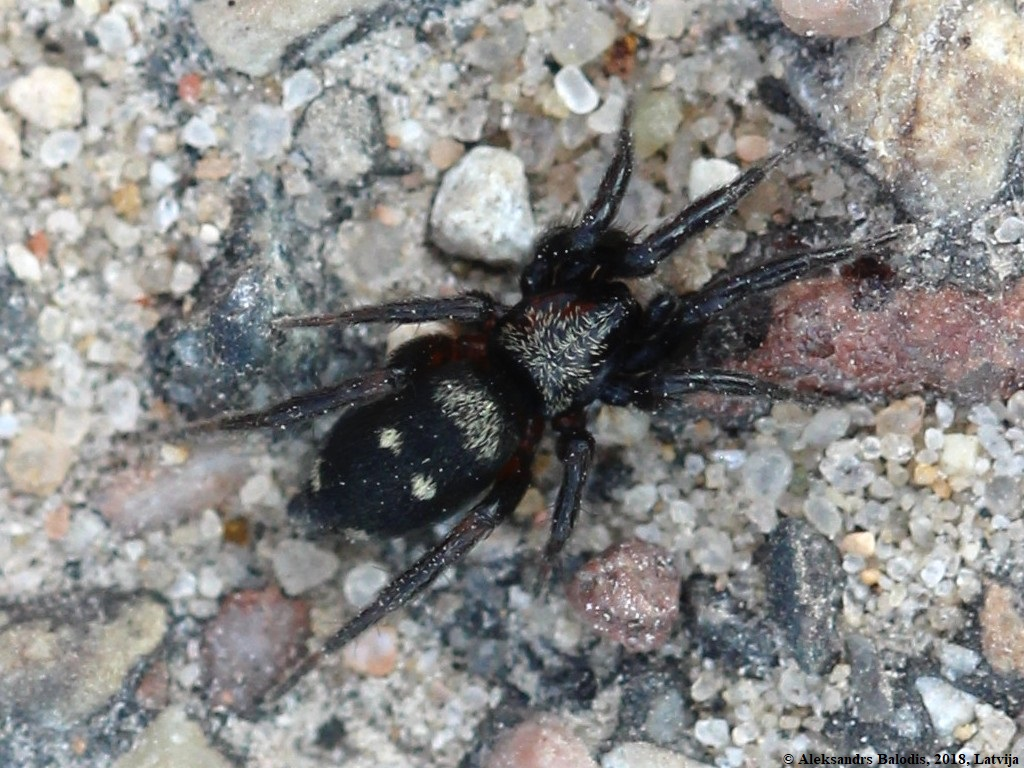
Callilepis nocturna

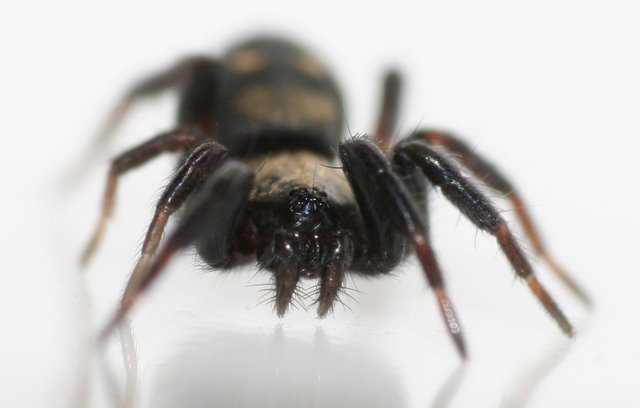
Callilepis nocturna

Les mâles mesurent 3,87 mm en moyenne et les femelles 4,86 mm.
Les mâles mesurent de 2,8 à 4,7 mm et les femelles de 3,8 à 5,9 mm.

## Systématique et taxinomie
Cette espèce a été décrite sous le protonyme Aranea nocturna par Linnaeus en 1758. Elle est placée dans le genre Pythonissa par Thorell en 1856, dans le genre Melanophora par Westring en 1861, dans le genre Gnaphosa par Thorell en 1871 puis dans le genre Callilepis par Simon en 1893.

## Publication originale
- Linnaeus, 1758 : Systema naturae per regna tria naturae, secundum classes, ordines, genera, species, cum characteribus, differentiis, synonymis, locis, ed. 10 (texte intégral).